# Kükenthaløya
Kükenthaløya è un'isola situata nell'arcipelago delle isole Svalbard, in Norvegia, e separa le isole di Spitsbergen e di Barentsøya. L'isola si trova nello stretto dell'Heleysundet. L'isola è stata scoperta da Willy Kükenthal (1861–1922). Le spedizioni per le ricerche iniziarono nel 1886 e finirono nel 1889.